# Lluís Pallí i Buxó
Lluís Pallí i Buxó (Sant Feliu de Guíxols, 1942) és un científic i catedràtic en Geologia de la UdG. El 2011 se li va concedir la distinció al Mèrit Científic i Acadèmic de la Facultat de Ciències.

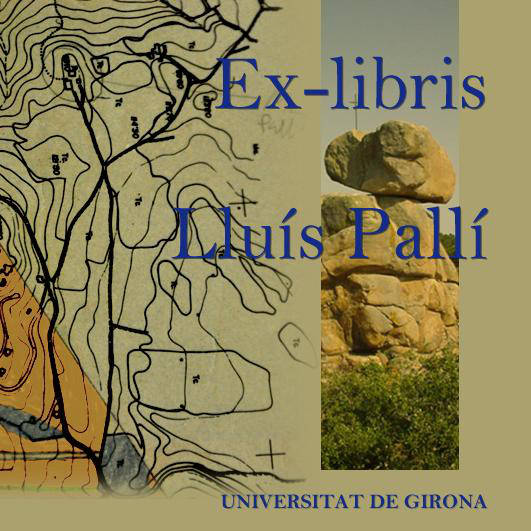
Exlibris del Fons Lluís Pallí de la Universitat de Girona

## Fons Lluís Pallí
La Biblioteca de la Universitat de Girona conserva el fons Lluís Pallí format per la seva extensa producció com a científic i docent i la seva biblioteca personal. Aquest fons especial és el resultat de la cessió que fa el catedràtic en Geologia Lluís Pallí i Buxó de la seva biblioteca a la Universitat de Girona en jubilar-se el 2012. El fons està format pels llibres, mapes i articles que va escriure i la seva biblioteca personal que va anar reunint al llarg dels anys.
L'ex-libris creat amb motiu de la donació del fons reprodueix part d'un mapa topogràfic del propi Pallí i una fotografia, també seva, de Pedralta, a Sant Feliu de Guíxols